# Cengia

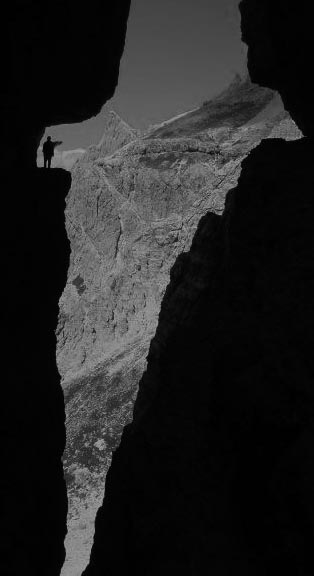
La strada degli Alpini con il chiaro profilo della cengia scavata durante la prima guerra mondiale

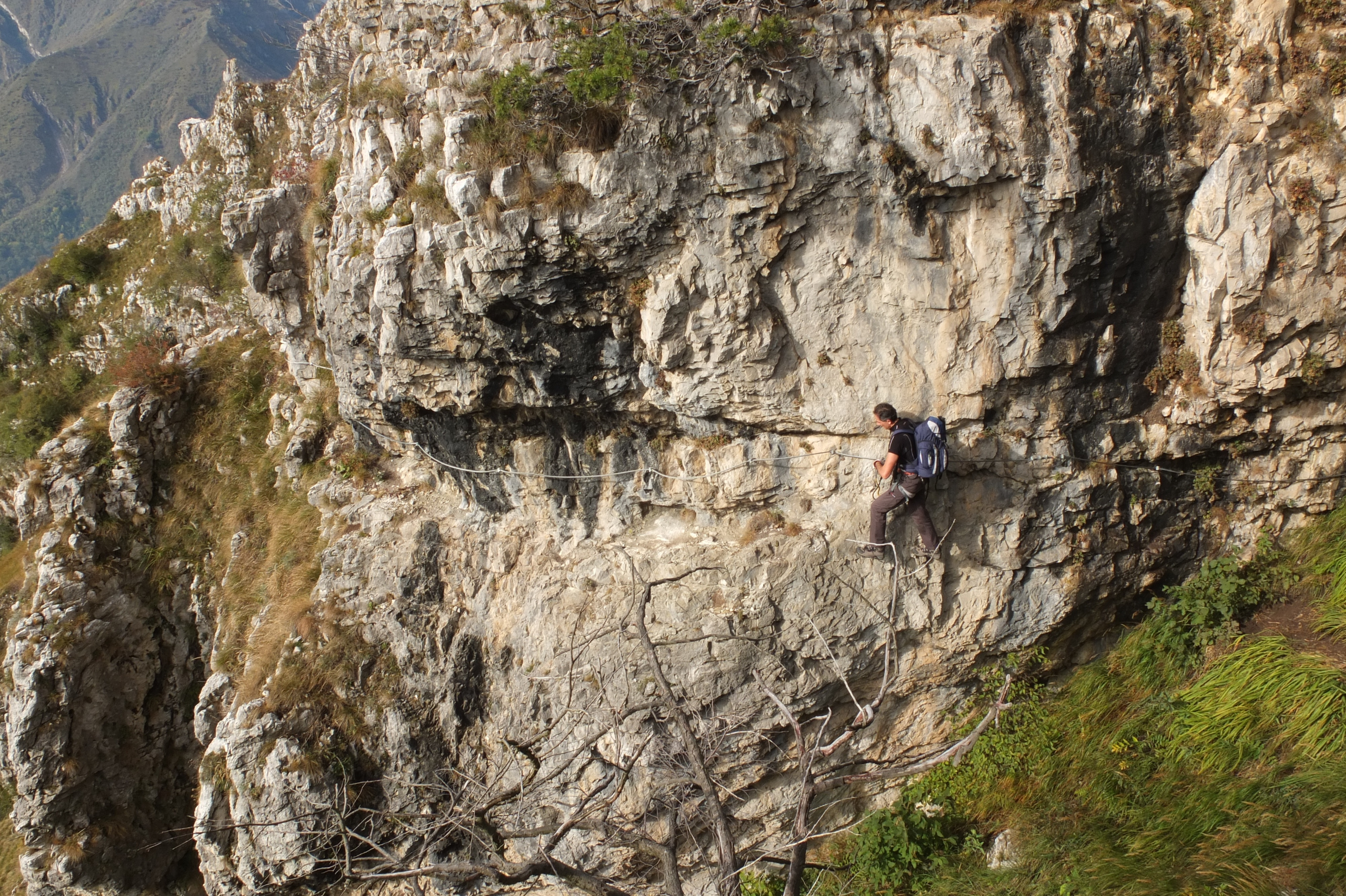
Passaggio su una cengia di una via ferrata

La cengia (o cornice rocciosa o cengio; plurale cenge) è una sporgenza pianeggiante di una parete rocciosa, che interrompe la verticalità di una montagna, spesso sede di sentiero o punto di riposo durante un'ascensione.

## Storia
I primi a percorrere le cenge furono molto probabilmente cacciatori locali spinti dalla curiosità e soprattutto dalla necessità di procurarsi selvaggina; successivamente furono quegli stessi conoscitori di queste vie ad accompagnare i primi alpinisti verso la conquista delle vette dolomitiche (un esempio sono le cenge di Ball e di Grohmann sul Pelmo) facendo di fatto nascere la professione della guida alpina. Durante la prima guerra mondiale, nelle Alpi e più diffusamente sulle Dolomiti, molte cenge vennero attrezzate dagli Alpini o ne furono scavate di nuove sulle pareti rocciose, per poter muoversi di nascosto e al riparo dal fuoco nemico. Ne sono un esempio la cosiddetta "cengia della salvezza" della strada degli Alpini (una cengia che attraversa la parete di cima Undici nelle dolomiti di Sesto, arrivando al passo della Sentinella, un valico mai conquistato dagli italiani durante la guerra), oppure la cengia Paolina sulle Tofane o la cengia Martini sul Lagazuoi.
Nel gruppo dolomitico del Brenta alcune cenge furono unite con scale in modo da creare un lungo percorso aereo (Via delle Bocchette) che permette anche all'alpinista meno esperto di addentrarsi negli angoli più nascosti della montagna.

## Aspetti ecologici
Le cenge, così come le terrazze e le cavità, possono essere utilizzate dagli uccelli per la nidificazione. In ambiente costiero, le cavità presenti sulle falesie a strapiombo sul mare possono essere utilizzate dalle berte, gabbiani, piccioni, mentre in ambiente montano da uccelli rapaci quali avvoltoi, aquile e falchi.